# Мальмиерка Пеоли, Исидоро
Исидоро Мальмиерка Пеоли (исп. Isidoro Malmierca Peoli; 25 сентября 1930, Гавана — 11 августа 2001, там же) — кубинский государственный и партийный деятель, дипломат.

## Биография
Окончил Гаванский университет. Принимал активное участие в молодёжном движении против диктатуры Ф. Батисты.
Участник Кубинской революции 1959 года. В 1959—1961 годах был заместителем председателя, затем председателем национального комитета Союза социалистической молодёжи Кубы. С 1961 по 1973 год занимал ответственные посты в государственном и партийном аппарате. В 1961—1962 годах был заместителем министра внутренних дел, затем секретарём Гаванского провинциального комитета Единой партии социалистической революции Кубы (с 1965 — Компартия Кубы). Возглавлял комиссию революционной ориентации Национального руководства КПК.
- С 1965 г. — член ЦК Компартии Кубы, главный редактор газеты «Гранма».
- 1973—1976 гг. — член секретариата ЦК Компартии Кубы.
- 1976—1992 гг. — министр иностранных дел Республики Куба.
- С 1981 г. — депутат Национальной ассамблеи народной власти.